# Euplexia aureostrigata
Euplexia aureostrigata är en fjärilsart som beskrevs av Rudolf Pinker 1965. Euplexia aureostrigata ingår i släktet Euplexia och familjen nattflyn. Inga underarter finns listade i Catalogue of Life.